# Luxemburgs voetbalelftal in 2003
Het Luxemburgs voetbalelftal speelde in totaal negen interlands in het jaar 2003, waaronder zes wedstrijden in de kwalificatiereeks voor de EK-eindronde 2004 in Portugal. De ploeg stond voor het tweede opeenvolgende jaar onder leiding van de Deense oud-international Allan Simonsen. Op de FIFA-wereldranglijst zakte Luxemburg in 2003 van de 150ste (januari 2003) naar de 153ste plaats (december 2003).

## Balans
| Wedstrijden | Wedstrijden | Wedstrijden | Wedstrijden | Doelpunten | Doelpunten | Doelpunten | Punten |
| Gespeeld    | Winst       | Gelijk      | Verlies     | Voor       | Tegen      | Saldo      | Punten |
| ----------- | ----------- | ----------- | ----------- | ---------- | ---------- | ---------- | ------ |
| 9           | 0           | 1           | 8           | 3          | 20         | –17        | 0.111  |

## Interlands
|                                                             |                                     |       |           |                                                                              |
| 29 maart EK-kwalificatie № 450 «onderlinge duels» 19:15 uur | Bosnië en Herzegovina               | 2 – 0 | Luxemburg | Bilino Polje, Zenica Toeschouwers: 12.000 Scheidsrechter: Jouni Hyytiä (FIN) |
| 29 maart EK-kwalificatie № 450 «onderlinge duels» 19:15 uur | Elvir Bolić 53' Sergej Barbarez 79' |       |           | Bilino Polje, Zenica Toeschouwers: 12.000 Scheidsrechter: Jouni Hyytiä (FIN) |

|                                                            |           |                                              |           |                                                                                       |
| 2 april EK-kwalificatie № 451 «onderlinge duels» 19:00 uur | Luxemburg | 0 – 2                                        | Noorwegen | Stade Josy Barthel, Luxemburg Toeschouwers: 3.000 Scheidsrechter: Ivan Dobrinov (BUL) |
| 2 april EK-kwalificatie № 451 «onderlinge duels» 19:00 uur |           | 60' Sigurd Rushfeldt 74' Ole Gunnar Solskjær |           | Stade Josy Barthel, Luxemburg Toeschouwers: 3.000 Scheidsrechter: Ivan Dobrinov (BUL) |

|                                                     |                                                                                                 |       |                   |                                                                                          |
| 30 april Vriendschappelijk № 452 «onderlinge duels» | Hongarije                                                                                       | 5 – 1 | Luxemburg         | Szusza Ferenc Stadion, Boedapest Toeschouwers: 1.250 Scheidsrechter: Damir Skomina (SLO) |
| 30 april Vriendschappelijk № 452 «onderlinge duels» | Zoltán Gera 18' Imre Szabics 51' Krisztián Lisztes 61' Krisztián Kenesei 68' Imre Szabics 90+2' |       | 25' Jeff Strasser | Szusza Ferenc Stadion, Boedapest Toeschouwers: 1.250 Scheidsrechter: Damir Skomina (SLO) |

|                                                            |           |                                      |            |                                                                                        |
| 11 juni EK-kwalificatie № 453 «onderlinge duels» 19:00 uur | Luxemburg | 0 – 2                                | Denemarken | Stade Josy Barthel, Luxemburg Toeschouwers: 6.869 Scheidsrechter: Yuriy Baskakov (RUS) |
| 11 juni EK-kwalificatie № 453 «onderlinge duels» 19:00 uur |           | 22' Claus Jensen 50' Thomas Gravesen |            | Stade Josy Barthel, Luxemburg Toeschouwers: 6.869 Scheidsrechter: Yuriy Baskakov (RUS) |

|                                                                  |                          |       |                   |                                                                                                  |
| 19 augustus Vriendschappelijk № 454 «onderlinge duels» 20:00 uur | Luxemburg                | 1 – 1 | Malta             | Stade de la Frontière, Esch-sur-Alzette Toeschouwers: 2.000 Scheidsrechter: Gerald Leihner (AUT) |
| 19 augustus Vriendschappelijk № 454 «onderlinge duels» 20:00 uur | Jeff Strasser 53' (pen.) |       | 54' Stefan Giglio | Stade de la Frontière, Esch-sur-Alzette Toeschouwers: 2.000 Scheidsrechter: Gerald Leihner (AUT) |

|                                                                |                                                                  |       |           |                                                                                |
| 6 september EK-kwalificatie № 455 «onderlinge duels» 19:30 uur | Roemenië                                                         | 4 – 0 | Luxemburg | Stadionul Astra, Ploiești Toeschouwers: 4.500 Scheidsrechter: Alon Yefet (ISR) |
| 6 september EK-kwalificatie № 455 «onderlinge duels» 19:30 uur | Adrian Mutu 39' Daniel Pancu 42' Ioan Ganea 43' Florin Bratu 77' |       |           | Stadionul Astra, Ploiești Toeschouwers: 4.500 Scheidsrechter: Alon Yefet (ISR) |

|                                                                 |           |                     |                       |                                                                                          |
| 10 september EK-kwalificatie № 456 «onderlinge duels» 19:00 uur | Luxemburg | 0 – 1               | Bosnië en Herzegovina | Stade Josy Barthel, Luxemburg Toeschouwers: 3.500 Scheidsrechter: Costas Kapitanis (CYP) |
| 10 september EK-kwalificatie № 456 «onderlinge duels» 19:00 uur |           | 35' Sergej Barbarez |                       | Stade Josy Barthel, Luxemburg Toeschouwers: 3.500 Scheidsrechter: Costas Kapitanis (CYP) |

|                                                               |                    |       |           |                                                                               |
| 11 oktober EK-kwalificatie № 457 «onderlinge duels» 17:00 uur | Noorwegen          | 1 – 0 | Luxemburg | Ullevaal Stadion, Oslo Toeschouwers: 22.255 Scheidsrechter: Zsolt Szabó (HUN) |
| 11 oktober EK-kwalificatie № 457 «onderlinge duels» 17:00 uur | Tore André Flo 18' |       |           | Ullevaal Stadion, Oslo Toeschouwers: 22.255 Scheidsrechter: Zsolt Szabó (HUN) |

|                                                                  |                   |       |                                         |                                                                                          |
| 20 november Vriendschappelijk № 458 «onderlinge duels» 20:00 uur | Luxemburg         | 1 – 2 | Moldavië                                | Stade Alphonse Theis, Hesperange Toeschouwers: 623 Scheidsrechter: Laurent Duhamel (FRA) |
| 20 november Vriendschappelijk № 458 «onderlinge duels» 20:00 uur | Manou Schauls 77' |       | 19' Alexandru Golban 90+1' Serghei Dadu | Stade Alphonse Theis, Hesperange Toeschouwers: 623 Scheidsrechter: Laurent Duhamel (FRA) |

## FIFA-wereldranglijst
| JAN | FEB | MAR | APR | MEI | JUN | JUL | AUG | SEP | OKT | NOV | DEC |
| --- | --- | --- | --- | --- | --- | --- | --- | --- | --- | --- | --- |
| 150 | 152 | 153 | 154 | 154 | 153 | 153 | 153 | 151 | 151 | 151 | 153 |

## Statistieken
| Alija Bešić        | 1975-03-30 | Union Luxembourg    | 8 | 0 | 0 | 19 | 0 |
| Stéphane Gillet    | 1977-08-20 | FC Wil 1900         | 1 | 0 | 0 | 13 | 0 |
| Verdediging        |            |                     |   |   |   |    |   |
| Manou Schauls      | 1972-02-13 | Jeunesse Esch       | 9 | 0 | 1 | 28 | 1 |
| Ben Federspiel     | 1981-05-18 | Etzella Ettelbruck  | 9 | 0 | 0 | 10 | 0 |
| Jeff Strasser      | 1974-10-05 | Borussia M'gladbach | 8 | 0 | 2 | 56 | 4 |
| Eric Hoffmann      | 1984-06-21 | Etzella Ettelbruck  | 8 | 0 | 0 | 14 | 0 |
| Claude Reiter      | 1981-07-02 | Union Luxembourg    | 3 | 0 | 0 | 12 | 0 |
| Gilles Engeldinger | 1984-05-04 | Etzella Ettelbruck  | 0 | 1 | 0 | 1  | 0 |
| Xavier Hellenbrand | 1979-10-16 | Spora Luxembourg    | 0 | 1 | 0 | 1  | 0 |
| Patrick Lassine    | 1982-12-28 | Jeunesse Esch       | 0 | 1 | 0 | 1  | 0 |
| Middenveld         |            |                     |   |   |   |    |   |
| Alphonse Leweck    | 1981-12-16 | Etzella Ettelbruck  | 9 | 0 | 0 | 17 | 0 |
| Sébastien Rémy     | 1974-04-16 | F91 Dudelange       | 9 | 0 | 0 | 14 | 0 |
| René Peters        | 1981-06-15 | Swift Hesperange    | 8 | 0 | 0 | 23 | 1 |
| Manuel Cardoni     | 1972-09-22 | Jeunesse Esch       | 5 | 0 | 0 | 61 | 4 |
| Gregory Molitor    | 1980-03-12 | Avenir Beggen       | 4 | 0 | 0 | 5  | 0 |
| Paul Mannon        | 1984-03-21 | Union Luxembourg    | 1 | 5 | 0 | 6  | 0 |
| Sven di Domenico   | 1982-03-15 | Swift Hesperange    | 1 | 2 | 0 | 8  | 0 |
| Patrick Posing     | 1971-09-09 | Etzella Ettelbruck  | 1 | 2 | 0 | 29 | 0 |
| Sacha Schneider    | 1972-06-23 | Jeunesse Esch       | 0 | 2 | 0 | 27 | 1 |
| Luc Thimmesch      | 1980-09-20 | CS Grevenmacher     | 0 | 1 | 0 | 1  | 0 |
| Aanval             |            |                     |   |   |   |    |   |
| Gordon Braun       | 1977-07-25 | Jeunesse Esch       | 9 | 0 | 0 | 27 | 0 |
| Marcel Christophe  | 1974-08-19 | FC Mondercange      | 5 | 1 | 1 | 29 | 4 |
| Daniel Huss        | 1979-10-08 | CS Grevenmacher     | 1 | 6 | 0 | 26 | 0 |

FLF · A-internationals · Bondscoaches · Statistieken · Luxemburgs vrouwenelftal · Luxemburg U21 · Luxemburg U19 · Luxemburg U18 · Luxemburg U17 · Luxemburg U16
1911 – 1919 ·
1920 – 1929 ·
1930 – 1939 ·
1940 – 1949 ·
1950 – 1959 ·
1960 – 1969 ·
1970 – 1979 ·
1980 – 1989 ·
1990 – 1999 ·
2000 – 2009 ·
2010 – 2019 ·
2020 − 2029
OS 1920 · 
OS 1924 · 
OS 1928 · 
OS 1936 · 
OS 1948 · 
OS 1952
1911 · 
1912 · 
1913 · 
1914 · 
1915 · 1916 · 1917 · 1918 · 1919 · 
1920 · 
1921 · 1922 · 1923 · 
1924 · 
1925 · 1926 · 
1927 · 
1928 · 
1929 · 1930 · 1931 · 1932 · 1933 · 
1934 · 
1935 · 
1936 · 
1937 · 
1938 · 
1939 · 
1940 · 
1941 · 1942 · 1943 · 1944 · 
1945 · 
1946 · 
1947 · 
1948 · 
1949 · 
1950 · 
1952 · 
1952 · 
1953 · 
1954 · 
1955 · 
1956 · 
1957 · 
1958 · 
1959 · 
1960 · 
1961 · 
1962 · 
1963 · 
1964 · 
1965 · 
1966 · 
1967 · 
1968 · 
1969 · 
1970 · 
1971 · 
1972 · 
1973 · 
1974 · 
1975 · 
1976 · 
1977 · 
1978 · 
1979 · 
1980 · 
1981 · 
1982 · 
1983 · 
1984 · 
1985 · 
1986 · 
1987 · 
1988 · 
1989 · 
1990 · 
1991 · 
1992 · 
1993 · 
1994 · 
1995 · 
1996 · 
1997 · 
1998 · 
1999 · 
2000 · 
2001 · 
2002 · 
2003 · 
2004 · 
2005 · 
2006 · 
2007 · 
2008 · 
2009 · 
2010 · 
2011 · 
2012 · 
2013 · 
2014 · 
2015 ·
2016 ·
2017 ·
2018 ·
2019 ·
2020 ·
2021
Afghanistan ·
Albanië ·
Algerije ·
Armenië ·
Azerbeidzjan ·
België ·
Bosnië en Herzegovina ·
Brazilië ·
Bulgarije ·
Canada ·
Cyprus ·
DDR ·
Denemarken ·
(West-)Duitsland ·
Egypte ·
Engeland ·
Estland ·
Faeröer ·
Finland ·
Frankrijk ·
Gambia ·
Georgië ·
Griekenland ·
Hongarije ·
Ierland ·
IJsland ·
Israël ·
Italië ·
Japan ·
Joegoslavië ·
Kaapverdië ·
Kameroen ·
Kazachstan ·
Letland ·
Liechtenstein ·
Litouwen ·
Madagaskar ·
Malta ·
Marokko ·
Mexico ·
Moldavië ·
Montenegro ·
Myanmar ·
Nederland ·
Nigeria ·
Noord-Ierland ·
Noord-Macedonië ·
Noorwegen ·
Oekraïne ·
Oostenrijk ·
Polen ·
Portugal ·
Qatar ·
Roemenië ·
Rusland ·
San Marino ·
Saoedi-Arabië ·
Schotland ·
Senegal ·
Servië ·
Servië en Montenegro ·
Slovenië ·
Slowakije ·
Sovjet-Unie ·
Spanje ·
Thailand ·
Togo ·
Tsjechië ·
Tsjecho-Slowakije ·
Turkije ·
Uruguay ·
Verenigde Staten ·
Wales ·
Wit-Rusland ·
Zuid-Korea ·
Zweden ·
Zwitserland